# Kim Jong-yang
Kim Jong-yang (koreanisch 김종양; * 30. Oktober 1961) ist ein südkoreanischer Polizeibeamter. Von November 2018 bis November 2021 war er Präsident von Interpol.

## Laufbahn
Kim Jong-yang wurde 1992 Leiter der Kriminalpolizeieinheit in Busan (Südkorea). Er stieg in den folgenden Jahren in der südkoreanischen Polizeihierarchie schnell weiter auf und wurde 2004 Polizeichef von Seongbuk-gu in Seoul. 2005 war er Assistenzsekretär beim Informations- und Polizeiaufsichtsbüro des Präsidenten von Südkorea. Nach weiteren Karrierestufen wurde er 2011 Leiter der südkoreanischen Interpol-Sektion und Generaldirektor der südkoreanischen nationalen Polizeibehörde KNPA. 2012 bis 2015 war er südkoreanischer Delegierter beim Exekutivkomitee von Interpol. 2015 wurde er zum Vizepräsidenten von Interpol gewählt.
Nachdem der aus der Volksrepublik China stammende amtierende Interpol-Präsident Meng Hongwei während einer Chinareise plötzlich verschwunden und nach einigen Tagen wieder aufgetaucht war und unter undurchsichtigen Umständen am 7. Oktober 2018 seinen Rücktritt erklärt hatte, übernahm Kim geschäftsführend das Amt des Präsidenten von Interpol.
Auf der Jahresversammlung der Delegierten der 194 Mitgliedsstaaten von Interpol in Dubai in der Zeit vom 18. bis 21. November 2018 wurde Kim zum Präsidenten von Interpol gewählt. Die Wahl war insofern eine Überraschung, weil Alexander Prokoptschuk aus Russland lange Zeit als Favorit für die Nachfolge Mengs gegolten hatte. Prokoptschuk, der lange Zeit im russischen Innenministerium gearbeitet hatte, war aber in die Kritik geraten, weil ihm vorgeworfen wurde, dass er Interpol dazu nutzen könnte, die Gegner von Russlands Präsident Wladimir Putin zu observieren und zu schikanieren. Bei der Abstimmung erhielt Kim 101 Stimmen gegenüber 61 für Prokoptschuk. Prokoptschuk erhielt einen der drei Vizepräsidenten-Posten. In Russland gab es verärgerte Reaktionen. Beispielsweise beschuldigten Kommentatoren des staatlichen Fernsehsenders Rossija 1 den Westen, „einen wahrhaften Informationskrieg“ gegen Russland angezettelt zu haben.